# 芳提娜芝士
芳提娜芝士（義大利語：Fontina）原產自意大利與法國邊界的瓦萊達奧斯塔，现已遍布全球、成为一类奶酪的通称。有大小不同的車輪狀外形，重量不一，其外殼呈褐色，芝士肉為暗稻草色，成熟初期較軟身，後來隨成熟度變硬。